# Жана Караиванова
Жана Иванова Караиванова е българска актриса и продуцент.

## Биография
Родена е в град София на 24 октомври 1961 г. Завършва ВИТИЗ „Кръстьо Сарафов" през 1984 г. със специалност актьорско майсторство.

## Кариера
През 1980-те и 1990-те години актриса от трупата на Народния театър „Иван Вазов“, със 17 игрални филма в биографията си.
От 1994 г. тя живее в Ню Йорк и в София. Основател на Фондация за българо-американски културен обмен. През 2000 създава Фестивал на българското кино в Ню Йорк (NY BFF). Прер 2010 г. тя създава Фестивала за независимо американско кино в София So Independent. Фестивалът всяка година има две издания – в Ню Йорк и София.
През октомври 2017 печели конкурс за директор на Националния филмов център. На 17 юни 2021 г. е уволнена от министъра на културата – Велислав Минеков по време на служебното правителство на Стефан Янев.

## Телевизионен театър
- „Представянето на комедията „Г-н Мортагон“ от Иван Вазов и Константин Величков в пловдивския театър „Люксембург“ в 1883 г.“ (1988) (Пелин Пелинов), 2 части - Мария Иванова

## Филмография
| Година | Филми и Сериали                                                                                   | Серии | Копродукции                                | Роля                                  |
| ------ | ------------------------------------------------------------------------------------------------- | ----- | ------------------------------------------ | ------------------------------------- |
| 2015   | Семейни реликви                                                                                   |       |                                            | жената                                |
| 2001   | „Смърт, измама и съдба на Ориент експрес“ - („Death, Deceit & Destiny Aboard the Orient Express“) |       | Канад / Великобритания / България / Италия | Иможен                                |
| 1999   | Стъклени топчета                                                                                  |       |                                            | Албена                                |
| 1994   | Неродена мома                                                                                     |       |                                            | слънчова майка                        |
| 1992   | Аритмия                                                                                           |       |                                            |                                       |
| 1992   | Вампири, таласъми...                                                                              |       |                                            | Стайнова                              |
| 1991   | Брътвежите на родилката - („Les caquets de l'accouchée“)                                          |       | Франция                                    |                                       |
| 1990   | Живот на колела                                                                                   | 5     |                                            | секретарката Люси                     |
| 1988   | Сляпа събота                                                                                      |       |                                            | Мартина                               |
| 1987   | Не се мотай в краката ми                                                                          |       |                                            | д-р Димова, майката на Чочко и Надето |
| 1986   | Ешелоните                                                                                         |       |                                            | Бети Данон                            |
| 1984   | Поетът и дяволът                                                                                  |       |                                            | момичето                              |
| 1984   | Събеседник по желание                                                                             |       |                                            | Мая                                   |
| 1982   | Отражения                                                                                         |       |                                            | Мая                                   |
| 1982   | Бяла магия                                                                                        |       |                                            |                                       |
| 1981   | Мера според мера                                                                                  | 7     |                                            | Станка, дъщерята на Христо Чернопеев  |
| 1981   | Мера според мера                                                                                  | 3     |                                            | Станка                                |